# ميسون الباجه جي
ميسون الباجه جي (ولدت في 17 أيلول سبتمبر 1947) مخرجة، ومحررة ومنتجة من أصل عراقي. درست في العراق والولايات المتحدة وبريطانيا، وتتحدث باللغة الإنجليزية والعربية، والفرنسية، والإيطالية.
درست الفلسفة في كلية لندن الجامعية وحصلت على (بكالوريوس مع مرتبة الشرف) ودرست الفيلم في مدرسة سليد للفنون. قدمت أفلاماً وثائقية في العراق، وايران، وفلسطين، ومصر، وسوريا ولبنان.
بجانب صناعة الأفلام، دَرست ميسون الإخراج والتحرير السينمائي في بريطانيا والعراق وفلسطين (في القدس وغزة وجامعة بيرزيت).
وهي تعيش الآن في بريطانيا حيث شاركت في تأسيس العمل معاً: المرأة ضد العقوبات والحرب على العراق. مجموعة مقرها في المملكة المتحدة تتكون من نساء عراقيات وغير عراقيات، شُكلت في عام 2000 بحملة اقتصادية ضد العقوبات على العراق. وعملن كذلك حملة ضد غزو العراق. وصار تركيز المجموعة ينحصر بدعم المبادرات النسوية الششعبية المستقلة في العراق.
وقد كتبت أيضاً مقالات عن عملها في العراق وفلسطين في نيوستيتسمان و الغارديان مع بين منشورات أخرى.
بعد بدء حرب العراق في عام 2004 شاركت في تأسيس تلفاز وأفلام الكلية المستقلة، مع زميلها، قاسم عبد، وهو أيضاً مخرج عراقي مقيم في لندن.
ثمانية أفلام من إنتاج طلاب الكلية فازت بجوائز في مهرجانات عربية ودولية.
وهي ابنة السياسي العراقي عدنان الباجه جي.

## أفلامها
- أصوات من غزة (1989)
- المرأة العراقية: أصوات من المنفى (1994)
- رحلة إيرانية (2000)
- العيش مع الماضي: الناس والمعالم الأثرية في القاهرة في القرون الوسطى (2001)
- الماء المر (2003)
- العودة إلى أرض العجائب (2004)
- الحياة بعد سقوط (2008)
- مشاعرنا تلتقط صور: العراق مفتوح المصراع (2008)

## وصلات خارجية
- ميسون الباجه جي على موقع أرشيف الشارخ.
- ميسون الباجه جي على موقع IMDb (الإنجليزية)
- ميسون الباجه جي على موقع أول موفي (الإنجليزية)
- ميسون الباجه جي على موقع كينوبويسك (الروسية)

- Maysoon Pachachi at The Internet Movie Database
- Maysoon Pachachi "Women make movies"
- Pachachi
- Maysoon Pachachi, Iraqi film maker
- Exiled in England with plans for Baghdad